# Kintex
Kintex est un marchand d'armes bulgare, une entreprise d'État fondée à Sofia en 1966.
Jusqu'en 1992, Kintex est considéré comme une émanation du Comité de la sécurité d'État , les services de renseignements du Parti communiste bulgare, chargée de l'import/export de nombreux produits, du tabac aux armes.
Kintex a été accusé (sans preuves) d'être un acteur important de la contrebande d'armes, avant et après la chute du mur de Berlin, notamment à destination de l'Irak de Saddam Hussein. On l'a aussi accusé de s'être livré au trafic de stupéfiants, notamment d'héroïne, et même - piste abandonnée par la suite - d'avoir été derrière la tentative d'assassinat du Pape en 1981.

## Histoire

### Ventes d'armes
La première grosse exportation d'armes de Kintex fut vers l'Algérie entre 1961 et 1962, vers la fin de la guerre d'indépendance. L'opération consistait en une livraison clandestine de deux tonnes d'armes au FLN, confiée par le Darzhavna Sigurnost (services secrets bulgares) à Vassil Valtchanov, capitaine d'un vieux bateau de marchandises, le Breza. Kintex fut le premier à briser le blocus français vers l'Algérie,.
Pendant la guerre froide, la Bulgarie est réputée pour sa production d'armes légères.
Présidée dans les années 1990 par Anton Saldzhiyski (épelé Anton Saldjiiski en anglais), Kintex a été responsable de projets d'ingénieur en Afrique, Asie et au Moyen-Orient. Dans un entretien au New York Times d'août 1990, Saldzhiyski avoua une part des livraisons d'armes de Kintex, tout en niant toute implication de la firme dans le trafic de stupéfiants ainsi que ses liens avec les services secrets bulgares; cette dernière affirmation était cependant remise en cause, au même moment, par le vice-PDG Nikolai Kosashki. Les diplomates d'États de l'Ouest répondaient alors que Kintex n'avait vendu des armes qu'à des États, et que les preuves l'impliquant dans le trafic de stupéfiants étaient légères. L'entreprise employait à cette époque environ 150 personnes, et était dans les années 1980 une source importante de revenus pour l'État bulgare.
En 1992, après la première guerre du Golfe, le gouvernement bulgare fut contraint d'admettre que Kintex avait vendu pour 15 millions d'armes à destination de l'Irak par le biais d'intermédiaires polonais, violant l'embargo de l'ONU,. La même année, la firme fut au centre d'un trafic d'armes à destination de la Croatie, également sous embargo en raison de la guerre . Elle prétendait en effet vendre des armes à la Bolivie, s'appuyant sur la firme EPICON - plusieurs membres de cette dernière, dont Gunter Pausch et Dirk Schmidt furent arrêtés par la suite.
Selon le Centre des renseignements militaires aux États-Unis, Kintex vend en 1993 à la Croatie des missiles sol-air, des armes légères, des obus d'artillerie et des mortiers pour 25 millions de dollars. Kintex achemine également des armes aux militaires hutu du Rwanda en 1995.
Après 1997, la Bulgarie devint l'un des principaux fournisseurs d'armes de l'UNITA ; Anton Saldzhiyski déclara que la Bulgarie avait fourni en armes l'Angola de 1995 à 1997. L'UNITA fut placé sous embargo par le Conseil de sécurité des Nations unies en 1993.
En 2000, le Bureau of Alcohol, Tobacco and Firearms des États-Unis effectue un raid chez un Américain et découvre plus de 800 armes automatiques illégalement fournies par Kintex.
En 1996, 77 tonnes de kalachnikovs et autres armes légères sont vendues à une milice privée dans le nord-est de l'Inde. En 2004, une partie du Congrès indien protesta après que Kintex eut remporté un contrat consistant à fournir l'armée indienne en AK-47, certains députés soulignant que Kintex avait arrêté de produire elle-même ces armes en 1979 et devait donc se fournir par d'autres réseaux.
En 2006, Saldzhiyski annonça que Kintex avait exporté pour 40 millions de dollars d'armes aux États-Unis, citant comme autres destinations importantes la Jordanie, le Bangladesh, le Yémen, le Botswana et la Grèce.
En 2012, Kintex signe un contrat de 36 milliond d'euros avec le gouvernement algérien pour la fourniture d'équipements spéciaux.
En novembre 2015, la BNT annonce que les kalachnikovs AK-47 utilisées lors des attentats du 13 novembre 2015 en France proviennent de chez Kintex, même si le gouvernement réfute tout lien direct entre les ventes de cette arme dont la production a cessé en 1980 (même si elle continue à être produite sous une autre marque) et leur utilisation dans des attentats 30 ans plus tard.

### Drogues et contrebande
Kintex était aussi au centre d'un réseau de contrebande, notamment de cigarettes, passant par voie maritime vers la Turquie à travers les ports de Varna et Burgas. Selon l'ONG International Action Network on Small Arms, Kintex a aussi illégalement vendu, dans les années 1970, des armes à une firme sud-africaine, pays alors sous embargo de l'ONU, qui les a ensuite transférées à des groupes combattant des organisations communistes en Afrique. L'ONG affirme aussi que Kintex fut l'un des gros fournisseurs de l'OLP dans les années 1970-80 . À l'instar de la France, elle a aussi fourni des armes aux deux côtés lors de la guerre Iran-Irak . 
Selon l'auteur Claire Sterling (en) (The Times of the Assassins, 1985), Abuzer Uğurlu (tr), un baron de la drogue travaillait pour Kintex. Jugé en Turquie en 1984 pour trafic d'armes et de stupéfiants, Uğurlu aurait été lié à Mehmet Ali Agca, le responsable de la tentative d'assassinat du Pape en 1981, selon les dires - fluctuants - de ce dernier. Il lui aurait notamment demandé d'assassiner le journaliste turc Abdi Ipekci, qui enquêtait sur les réseaux mafieux turcs opérant en Bulgarie.
En 1984, le directeur de la Drug Enforcement Administration (DEA), John C. Lawn (en), témoigna devant un comité parlementaire américain qu'à partir des années 1970, Kintex avait vendu de l'héroïne et de la morphine à des mafieux installés en Europe, vendant simultanément des armes au Moyen-Orient  (notamment à la Syrie et à la Libye, ainsi qu'à l'Iran et à l'Irak). La DEA rompit ses relations avec la Bulgarie dans les années 1980, avant de reprendre sa collaboration dans les années 1990, à cause de cela.
Le chiffre d'affaires annuel de Kintex obtenu grâce à la contrebande s'élevait entre 5 et 15 millions de dollars, transportés en liquide dans des valises. Un rapport confidentiel du Ministère du Commerce extérieur de 1978 indiquait qu'entre 1972 et 1975, les profits nets de la firme dans ses opérations commerciales secrètes étaient d'entre 12 et 17 millions de dollars. Après 1985, les paiements étaient faits via des firmes fondées par la Sécurité d'État et le Ministère du Commerce extérieur, le plus souvent situées en off-shore, et contrôlées par des agents des renseignements.

### Régularisation
En 1992, son statut est tombé sous l'égide du droit commercial, toutes ses actions étant détenues par l'État . Elle détient un permis d'import-export pour les forces armées bulgares et la police. À la fin des années 1990, Kintex est en difficulté financière, et soupçonnée de fermer les yeux sur la destination finale de ses ventes pour maintenir ses revenus.
En 2016, malgré un plan de privatisation (Privatization Act) de Kintex prévu à l'horizon 2019, le gouvernement bulgare vote finalement pour le maintien du statut public du distributeur d'armes.

## Activités
Kintex exporte, importe et distribue les produits suivants :
- Armement, munitions, appareils de surveillance et de reconnaissance, véhicules blindés
- Radars et moyens de communication terrain
- Équipements d'ingénierie, explosifs, protection contre les attaques chimiques
- Transfert de technologie pour l'industrie de l'armement

Le fabricant d'armes bulgare appartenant également à l'État est VMZ-Sopot. Kintex est le plus grand marchand d'armes du pays devant Teraton, Contactless Multiplexing System (CMS) et 79 autres sociétés spécialisés.
Kintex opère sous la tutelle du ministère de la défense.